# Communauté de communes de la Région Saint-Jeannaise
Die Communauté de communes de la Région St Jeannaise ist ein ehemaliger französischer Gemeindeverband mit Rechtsform einer Communauté de communes im Département Isère, dessen Verwaltungssitz sich in dem namensgebenden Ort Saint-Jean-de-Bournay befand. Der Ende 1993 gegründete Gemeindeverband bestand aus 14 Gemeinden und zählte 16.141 Einwohner (Stand 2012).
Mit Wirkung vom 1. Januar 2016 fusionierte der Gemeindeverband mit der Communauté de communes Bièvre Isère und wurde somit als eigenständige Körperschaft aufgelöst.

## Mitgliedsgemeinden
Folgende 14 Gemeinden gehörten der Communauté de communes de la Région St Jeannaise an:
| Gemeinde                 | Einwohner 1. Januar 2022 | Fläche km² | Dichte Einw./km² | Code INSEE | Postleitzahl |
| ------------------------ | ------------------------ | ---------- | ---------------- | ---------- | ------------ |
| Artas                    | 1.815                    | 14,2       | 128              | 38015      | 38440        |
| Beauvoir-de-Marc         | 1.103                    | 11,3       | 98               | 38035      | 38440        |
| Châtonnay                | 1.958                    | 31,8       | 62               | 38094      | 38440        |
| Culin                    | 785                      | 7,3        | 108              | 38141      | 38300        |
| Lieudieu                 | 347                      | 5,9        | 59               | 38211      | 38440        |
| Meyrieu-les-Étangs       | 1.029                    | 8,5        | 121              | 38231      | 38440        |
| Meyssiez                 | 665                      | 13,9       | 48               | 38232      | 38440        |
| Royas                    | 410                      | 5,5        | 75               | 38346      | 38440        |
| Saint-Agnin-sur-Bion     | 1.161                    | 9,7        | 120              | 38351      | 38300        |
| Sainte-Anne-sur-Gervonde | 757                      | 7,7        | 98               | 38358      | 38440        |
| Saint-Jean-de-Bournay    | 4.762                    | 26,9       | 177              | 38399      | 38440        |
| Savas-Mépin              | 879                      | 10,4       | 85               | 38476      | 38440        |
| Tramolé                  | 802                      | 7,0        | 115              | 38512      | 38300        |
| Villeneuve-de-Marc       | 1.162                    | 26,2       | 44               | 38555      | 38440        |